# 北方町 (市川市)

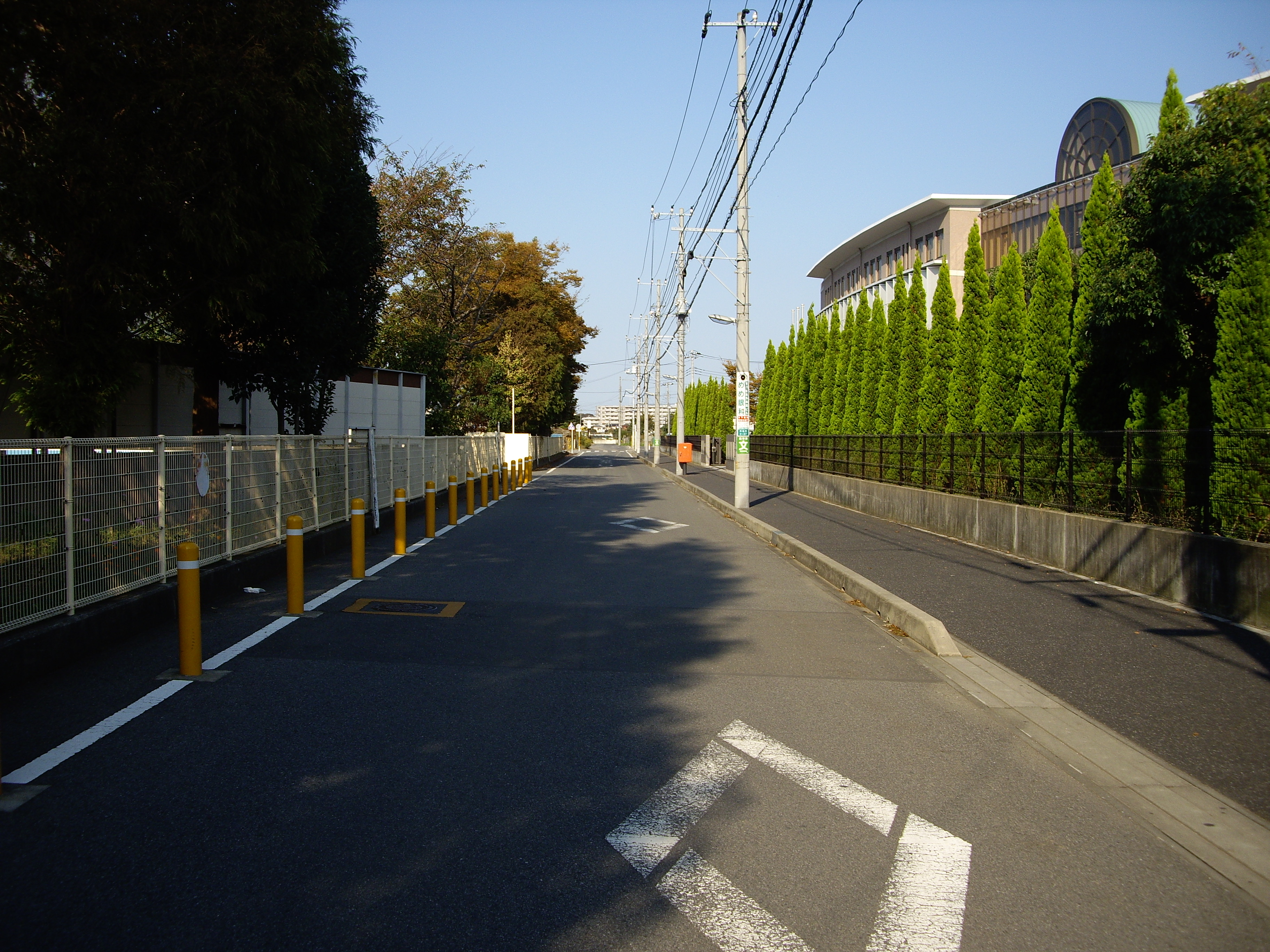
北方町四丁目(1)

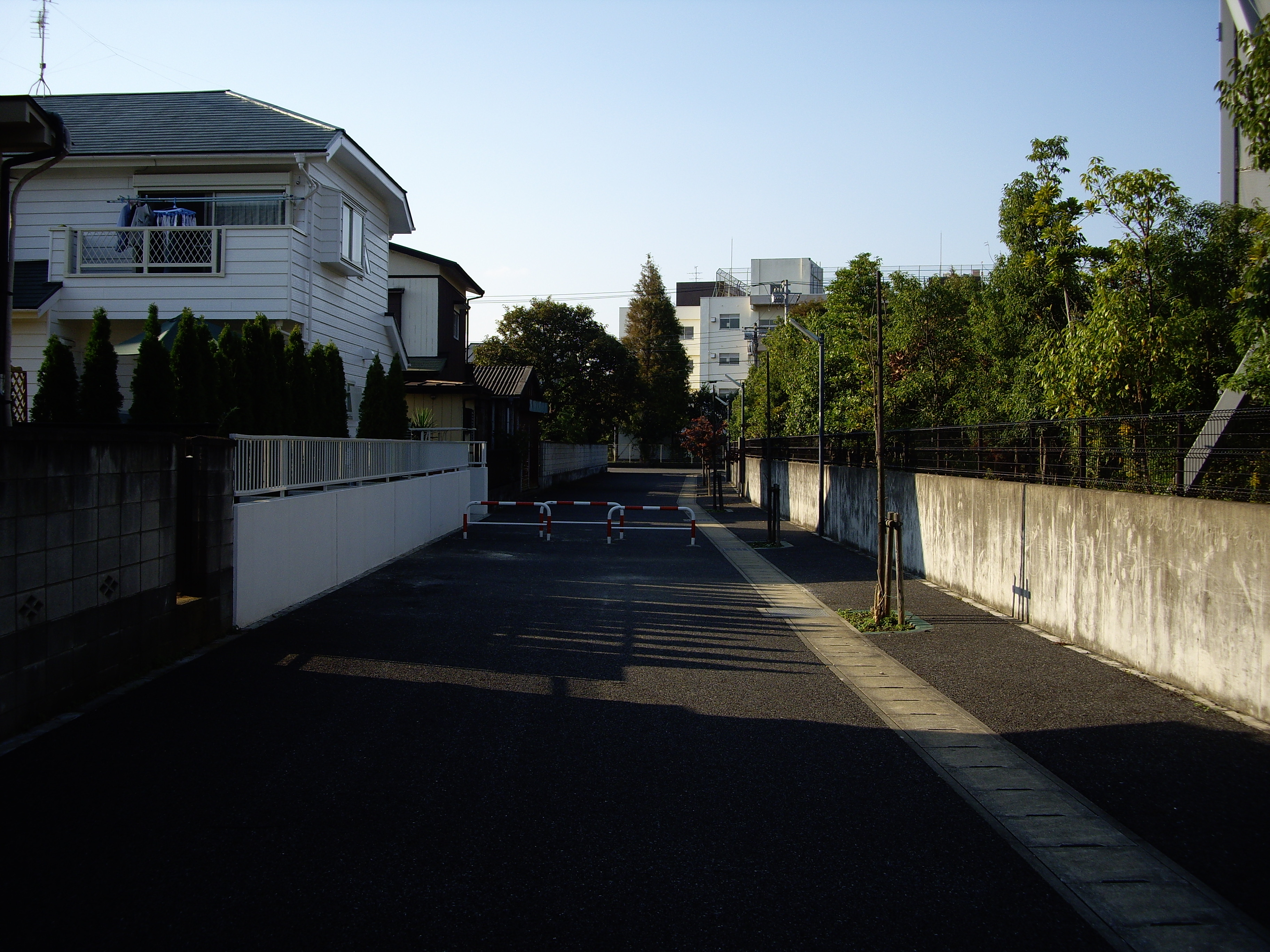
北方町四丁目(2)

北方町（ぼっけまち/Bokke-machi）は、千葉県市川市の地名。現行行政地名は北方町四丁目のみ。郵便番号は272-0811。

## 地理
市川市北部に位置する。かつては一丁目から四丁目まであったが、一丁目から三丁目は住居表示施行時に北方一丁目 - 三丁目、本北方一丁目 - 三丁目となり、四丁目のみが残っている。区域内は住宅地及び、開発中の地域となっている。また、市川市で数少ない住居表示未施行地域である。
四丁目に市立北方（きたかた）小学校、市川市農業協同組合本店、市川市民プールがある。
東は船橋市藤原、西は東菅野・下貝塚、南は本北方・若宮、南は北方、北は柏井町・奉免町と接している。

### 地価
住宅地の地価は、2014年（平成26年）1月1日の公示地価によれば、北方町4丁目1958番9の地点で11万2000円/m2となっている。

## 歴史

### 沿革
- 1869年（明治2年） - 葛飾県葛飾郡北方（ぼっけ）村となる。
- 1871年（明治4年） - 廃藩置県、県の統合により印旛県葛飾郡北方村となる。
- 1873年（明治6年） - 印旛県と木更津県の統合により千葉県葛飾郡北方村となる。
- 1878年（明治11年） - 郡区町村編制法により千葉県東葛飾郡北方村となる。
- 1889年（明治22年） - 東葛飾郡中山村、鬼越村、若宮村、高石神村と合併し、東葛飾郡中山村大字北方となる。
- 1924年（大正13年）8月10日 - 中山村が町制施行。東葛飾郡中山町大字北方となる。
- 1934年（昭和9年）11月3日 - 市川町、八幡町、国分村と合併、市制施行。市川市大字北方となる。
- 1951年（昭和26年）12月1日 - 市内の大字を町に変更。それに伴い、市川市北方町（ぼっけまち）一丁目 - 四丁目となる。
- 1969年（昭和44年）9月1日 - 北方町一丁目 - 三丁目が住居表示施行し、北方、本北方となる。そのため、四丁目のみが残る。

### 地名の由来
北方の由来は、
- 崖の意味である「ほき」[5]が訛って｢ぼっけ｣となった。
- 当地に住んだ閑院家の呼び名が北家（ほっけ）であったから。
- 中山領主の北の方が住んでいたことから北方と呼ばれていたから。
- 近くの法華経寺の法華から

などの説がある。

## 世帯数と人口
2017年（平成29年）9月30日現在の世帯数と人口は以下の通りである。
| 丁目         | 世帯数    | 人口    |
| ------------ | --------- | ------- |
| 北方町四丁目 | 2,341世帯 | 5,525人 |

## 小・中学校の学区
市立小・中学校に通う場合、学区は以下の通りとなる。
| 番地                                                              | 小学校               | 中学校               |
| ----------------------------------------------------------------- | -------------------- | -------------------- |
| 1197～1207 1330～1431 1479～1563 2310～2337 2339～2340 2344～2355 | 市川市立北方小学校   | 市川市立下貝塚中学校 |
| 1432 1437の3～1444 1452～1455                                     | 市川市立宮久保小学校 | 市川市立下貝塚中学校 |
| 1209～1329 1456～1478 2130～2309                                  | 市川市立若宮小学校   | 市川市立下貝塚中学校 |
| 1649～2129 2338 2341 2356～2369 2403～2434                        | 市川市立若宮小学校   | 市川市立第四中学校   |

## 施設
- 千葉県立市川東高等学校
- 市川市立北方小学校
- 築葉根幼稚園
- わかたけ幼稚園
- 市川市民プール
- 市川市農業協同組合本店
- 大柏川第一調節池緑地